# Return to Innocence
Return to Innocence – singel grupy Enigma z 1993 roku. Utwór napisał Michael Cretu, a zaśpiewał Angel X, czyli Andreas Harde. W piosence wykorzystano też sample szant śpiewanych przez Guo Yingnan i jego żonę – Guo Xiuzhu. Utwór ukazał się najpierw w 1993 roku na albumie The Cross of Changes, następnie jako singel w 1994 roku. W utworze słychać próbkę utworu Vangelisa „Pinta. Nina Santa Maria (Into Eternity)” z płyty „1492: Conquest of Paradise”. Brzmienie perkusji zagranej przez Johna Bonhama zostało zsamplowane z utworu „When The Levee Breaks” zespołu Led Zeppelin. Utwór był numerem jeden na listach przebojów w 10 krajach i numerem trzy na brytyjskiej liście przebojów. Utwór ten pojawił się na napisach końcowych do filmu Walta Disneya Pan domu w reżyserii Steve’a Ora z 1995 roku z Chevy Chasem, Farrą Fawcett i Jonathanem Taylor Thomasem w rolach głównych. W 1996 roku utwór ten został wykorzystany do reklamy promującej Igrzyska Olimpijskie w Atlancie.
W teledysku do utworu zastosowano technikę wstecznej projekcji taśmy (od końca do początku), ilustrującej życie mężczyzny od śmierci do narodzin.

## Lista ścieżek
4-track CD single
1. Radio Edit – 4:03
2. Long & Alive Version (remixed by Curly M.C. and Jens Gad) – 7:07
3. 380 Midnight Mix (remixed by Jens Gad) – 5:55
4. Short Radio Edit – 3:01

5-track CD single
1. Radio Edit – 4:03
2. Long & Alive Version (remixed by Curly M.C. and Jens Gad) – 7:07
3. 380 Midnight Mix (remixed by Jens Gad) – 5:55
4. Short Radio Edit – 3:01
5. „Sadeness (Part I)” (Radio Edit) – 4:17